# Böðvar Þorleifsson
Böðvar Þorleifsson (apelidado o Branco, n. 903) foi um caudilho víquingue da Noruega, neto de Aun Arnasson, rei de Hordaland. Emigrou para Islândia e foi um dos primeiros colonos en Hof í Álptafirði, Suður-Múlasýsla.  Filho de Þorleifur Böðvarsson (n. 878), Böðvar foi o primeiro Goði de Hofverjar í Álftafirði, título que também o seu filho Þorsteinn Böðvarsson (n. 925) assumiu. O seu filho Þorsteinn aparece no capítulo 96 da saga de Njál, pai de Síðu-Hallur.